# Tataki (média)

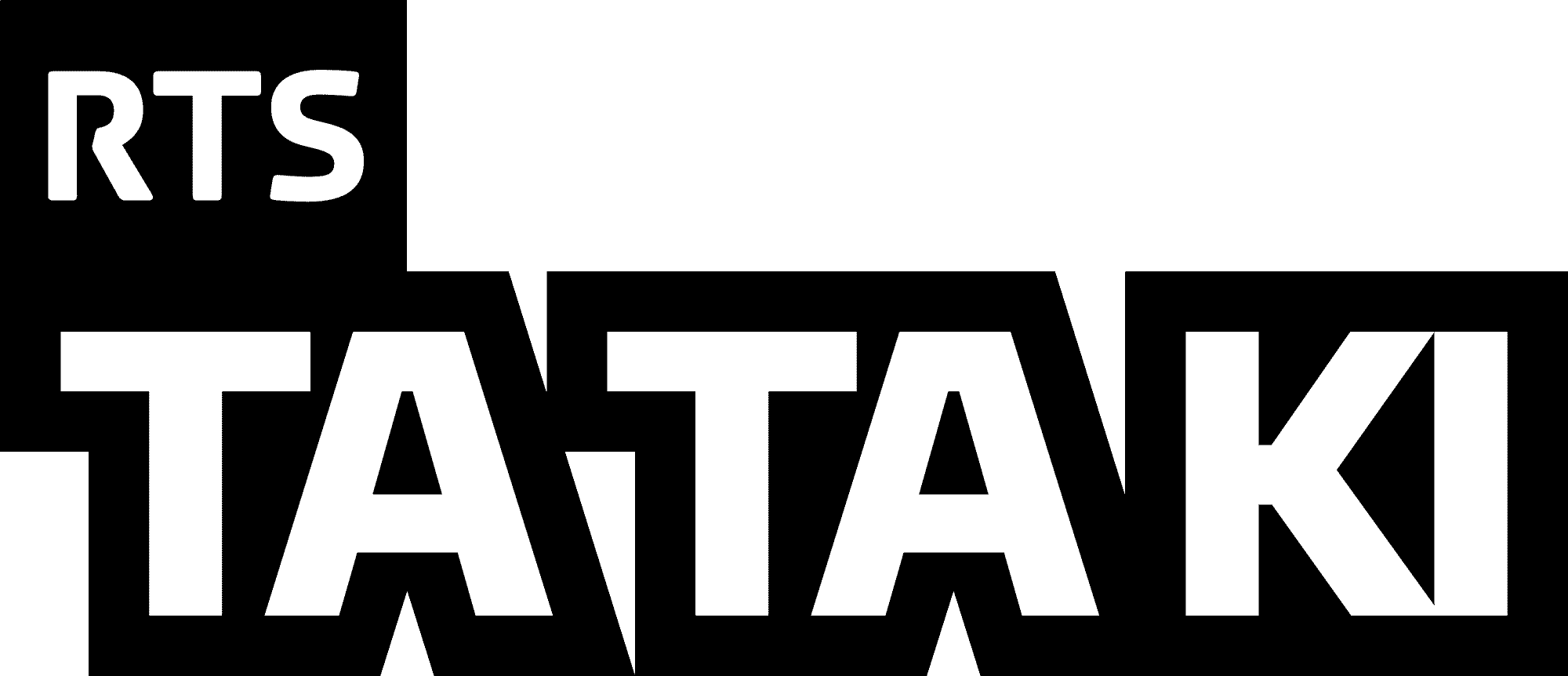
Logo de Tataki depuis juin 2024.

Tataki est un média en ligne suisse, créé en 2017 par la Radio télévision suisse. C'est un pure player qui propose des productions d'orientation « sociétale » et « pop culture », à destination d'un public de 15 à 25 ans.
Le média est présent principalement sur les réseaux sociaux et sur le site de la RTS.

## Historique
Tataki est lancé le 21 septembre 2017 sur les réseaux sociaux Facebook, YouTube et Instagram.
La RTS cherche via ce nouveau média à atteindre le public 15-25 ans, peu touché par les médias audiovisuels. Tataki veut proposer une « offre complémentaire » dans l'idée que « donner la parole aux gens qui ont le même âge que le public est nécessaire ». À cette époque, plusieurs médias de service public se lancent pour les mêmes raisons en France avec France.tv Slash et en Belgique avec Tarmac.

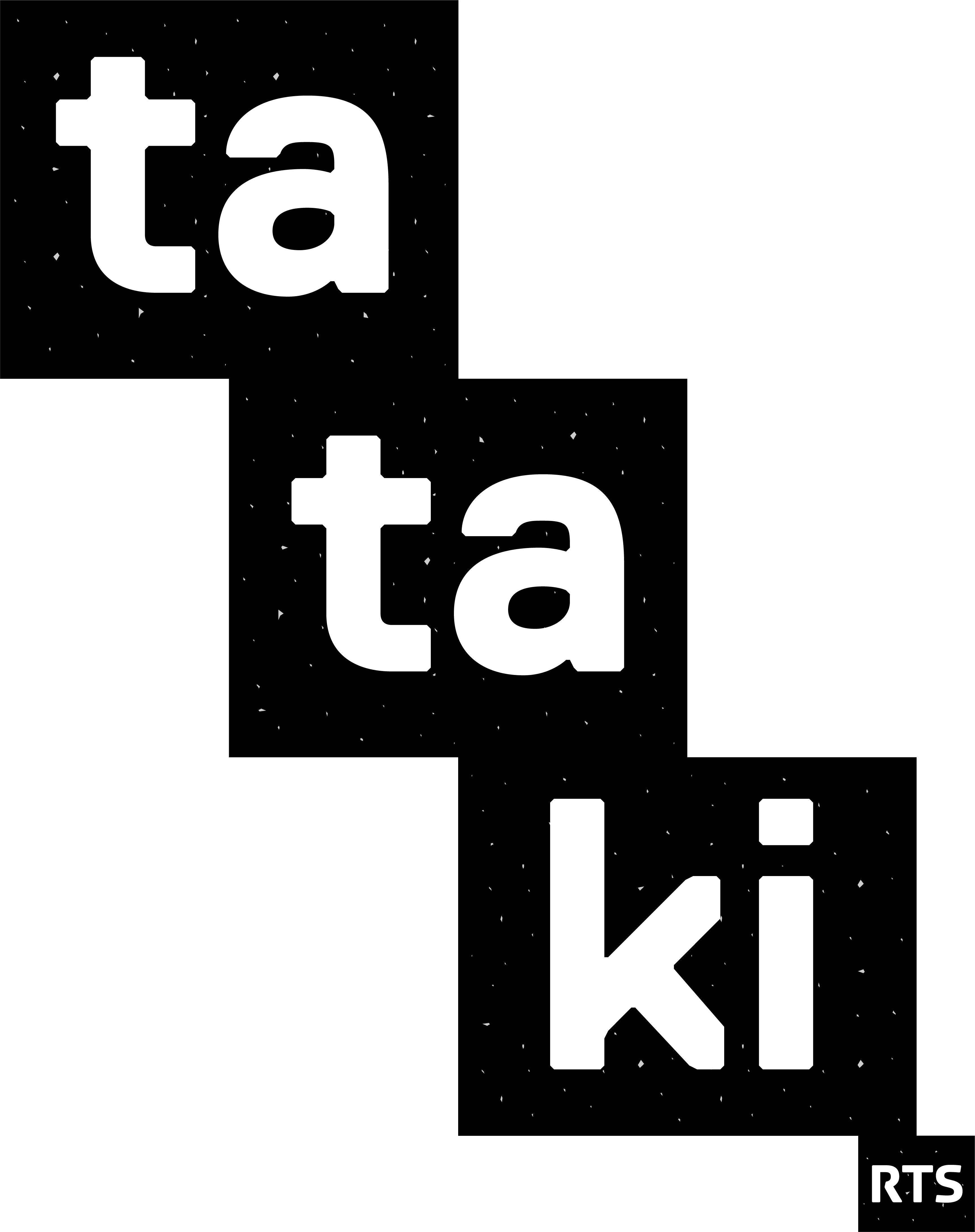
Logo de Tataki utilisé du 21 septembre 2017 à juin 2024.

## Ligne éditoriale
En 2023, les contenus de Tataki s’articulent autour de 3 axes : société, culture urbaine et pop culture/divertissement. Les productions incluent ainsi des reportages, des interviews, des vlogs, des analyses, de même que des jeux et des billets d'humeur.
Sur YouTube, Tataki propose des reportages sociétaux avec différents formats. Ainsi, « Immersion », est présenté par Sacha Porchet, qui part à la rencontre d'activités ou communautés atypiques,. « YaDébat », est quant à elle une émission de débat animée par Mélissa Afsin, avec des thèmes touchant les jeunes suisses. La série « Mon Pays »  s'intéresse elle aux jeunes vivants dans des zones de conflits
Sur Tiktok, Tataki propose des décryptages humoristiques de phénomènes pop-culture, écrits et joués par Diana Janeiro et Geo Cadiias.
Sur Instagram, Tataki développe différentes productions photos et vidéos en lien avec la culture urbaine, principalement en Suisse[réf. souhaitée].

## Évènements
Tataki organise des concerts gratuits, (notamment les Tataki Waves Party avec le Montreux Jazz) et en 2025 une exposition à ciel ouvert "Swiss Art Museum",,.
Le média remet chaque année depuis 2018 des « Tataki Awards », une récompense qui « consacre un jeune artiste suisse de la nouvelle génération. ». Le prix 2023 est remis à Nnavy,, celui de 2024 à la Lausannoise Marie Jay.   

## Formats
- Yadebat, présenté par Mélissa Afsin (depuis 2017[21])[22]
- Immersion, présenté par Sacha Porchet (depuis 2021)[23]

## Audience
En 2024, Tataki atteint environ 2,5 millions d'abonnés toutes plateformes confondues, dont 1,8 million sur TikTok, ce qui en fait le canal le plus suivi de la SSR sur Internet.
Toutefois, seulement environ 7 % du public touché sur TikTok est effectivement en Suisse, le reste des 93 % venant de la sphère francophone.

## Critique
En tant que média présent uniquement sur Internet, les détracteurs de Tataki lui reprochent de concurrencer les médias traditionnels en dépassant sa mission de service public, voire de dépenser l'argent de la redevance audiovisuelle pour un public qui n'est dans une écrasante majorité pas suisse.
Le contenu produit fait l'objet de nombreux reproches, notamment qu'il ne remplit pas sa mission de service public, qu'il prend son public-cible pour des « abrutis analphabètes », voire qu'il est régressif ou scatologique,.